# Pistolet sygnałowy SPSz
SPSz (ros. СПШ, Сигнальный Пистолет  Шпагина) – pistolet sygnałowy skonstruowany przez Gieorgija Szpagina.
W 1943 roku do uzbrojenia Armii Czerwonej wprowadzono pistolet sygnałowy SPSz-43. Po roku rozpoczęto produkcję zmodyfikowanej wersji ze zmienionym mechanizmem otwierającym (jego dźwignię umieszczono w dolnej części języka spustowego). Nowa wersja otrzymała oznaczenie SPSz-44 (inna stosowana nazwa to SPSz-2).
Do strzelania stosowano:
- naboje sygnalizacyjne nocne (biały, czerwony, zielony oraz żółty płomień);
- naboje sygnalizacyjne dzienne (czerwony i niebieski dym);
- naboje oświetlające na spadochronie.

Od 1948 roku pistolet sygnałowy SPSz-44 był produkowany w Polsce. W Wojsku Polskim nosi oznaczenie Pistolet sygnałowy wzór 1944 (został zastąpiony przez pistolet sygnałowy wz. 78).